# ضدادرار
ضدادرار، پادپیشابی (Antidiuretic) دارو یا عاملی است که به توازن آب بدن با کاهش ادرار کمک می‌کند.
ضدادرارها داروهایی‌اند که حجم ادرار را می‌کاهند و یکی از داروهای مصرفی بیمارانی هستند که به دیابت بی‌مزه دچارند.